# De Haere (plaats)
De Haere is een buurtschap in de Nederlandse gemeente Apeldoorn, gelegen in de provincie Gelderland. Het ligt ten noorden van Apeldoorn tussen Wenum-Wiesel en Vaassen.
In De Haere bevinden zich een groot woonwagenkamp en een voormalig bedrijventerrein. De bewoners waren vanaf het jaar 2000 verwikkeld in verschillende juridische conflicten met de gemeente Apeldoorn en de provincie Gelderland over een bestemmingsplan. Deze omvatte onder meer een grootschalige bodemsanering van het bedrijventerrein, en de kampbewoners vreesden dat daarbij schadelijke stoffen, zoals asbest, vrij zouden komen.
Ook moesten de dicht tegen elkaar staande woonwagens in ruime hofjes worden opgesteld om brandgevaar te voorkomen. Deze operatie bracht als gevolg van juridische strijd met individuele bewoners en logistieke problemen, grote vertraging en kostenoverschrijdingen met zich mee. De totale kosten van de renovatie bleken bijna 16 miljoen euro, vijf maal meer dan in 2000 was geraamd.

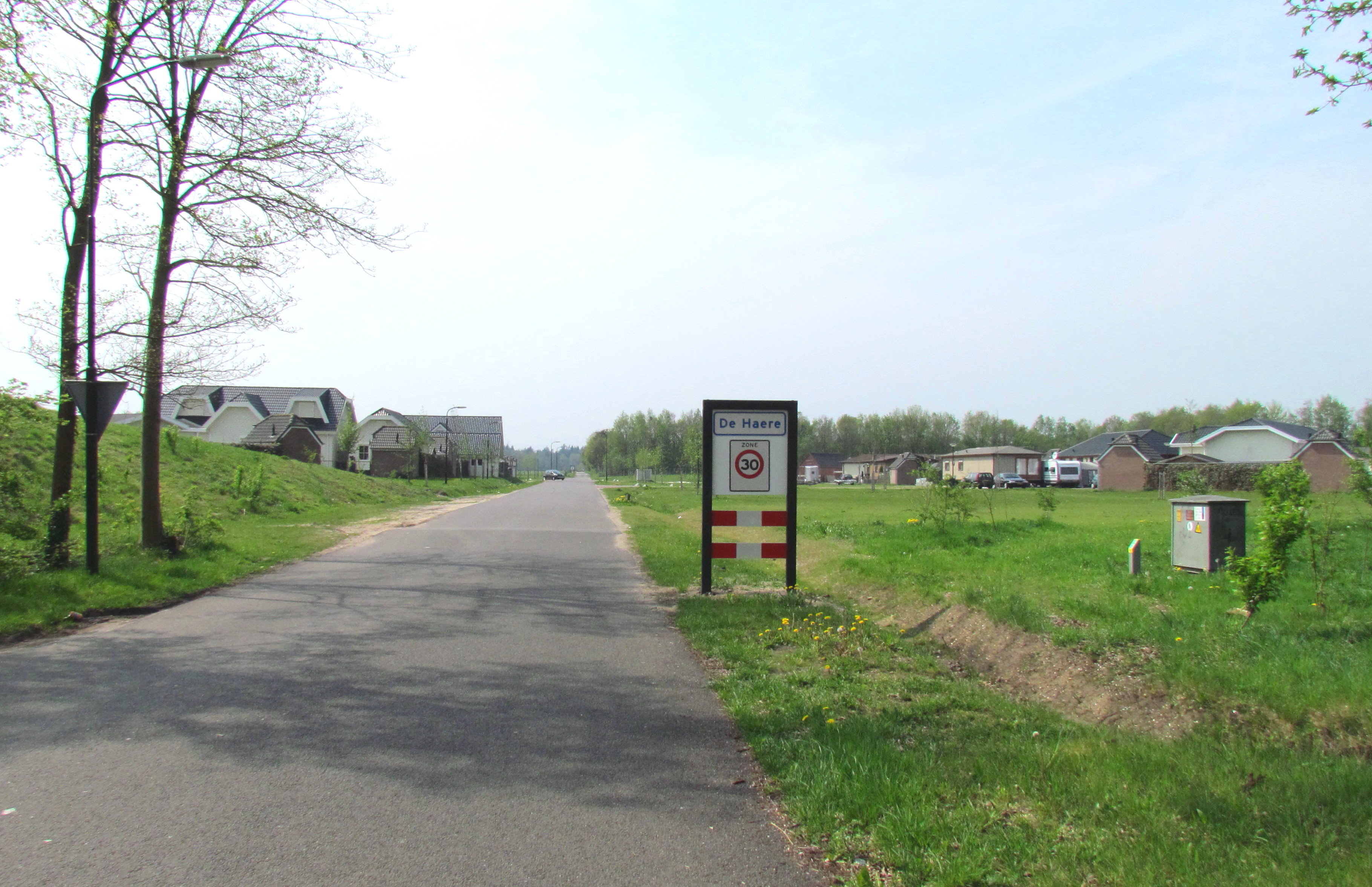
Ingang van De Haere

Stad: Apeldoorn     
Dorpen: Beekbergen · Hoenderloo (deels) · Hoog Soeren · Klarenbeek (deels) · Loenen · Uddel · Ugchelen · Wenum-Wiesel

Buurtschappen: Assel · Beemte Broekland · Engeland · Gerritsflesch · Groenendaal · De Haere · Hoog Buurlo · De Jonas (deels) · De Krim · Lieren ·  Meerveld · Nieuw-Milligen · Oosterhuizen · Radio Kootwijk · Woeste Hoeve

Gelderland: Steden en dorpen in Gelderland      Nederland: Provincies · Gemeenten